# Kabinett Borg Olivier I
Das maltesische Kabinett Borg Olivier I wurde am 20. Dezember 1950 von Premierminister Ġorġ Borg Olivier gebildet und befand sich bis Mai 1951 im Amt. Borg Olivier war Nachfolger des am 20. Dezember 1950 verstorbenen Premierministers Enrico Mizzi und löste mit seiner Minderheitsregierung das Kabinett Mizzi ab. Im Mai 1951 wurden vorgezogene Neuwahlen durchgeführt und im Anschluss das Kabinett Borg Olivier II gebildet.

## Minister

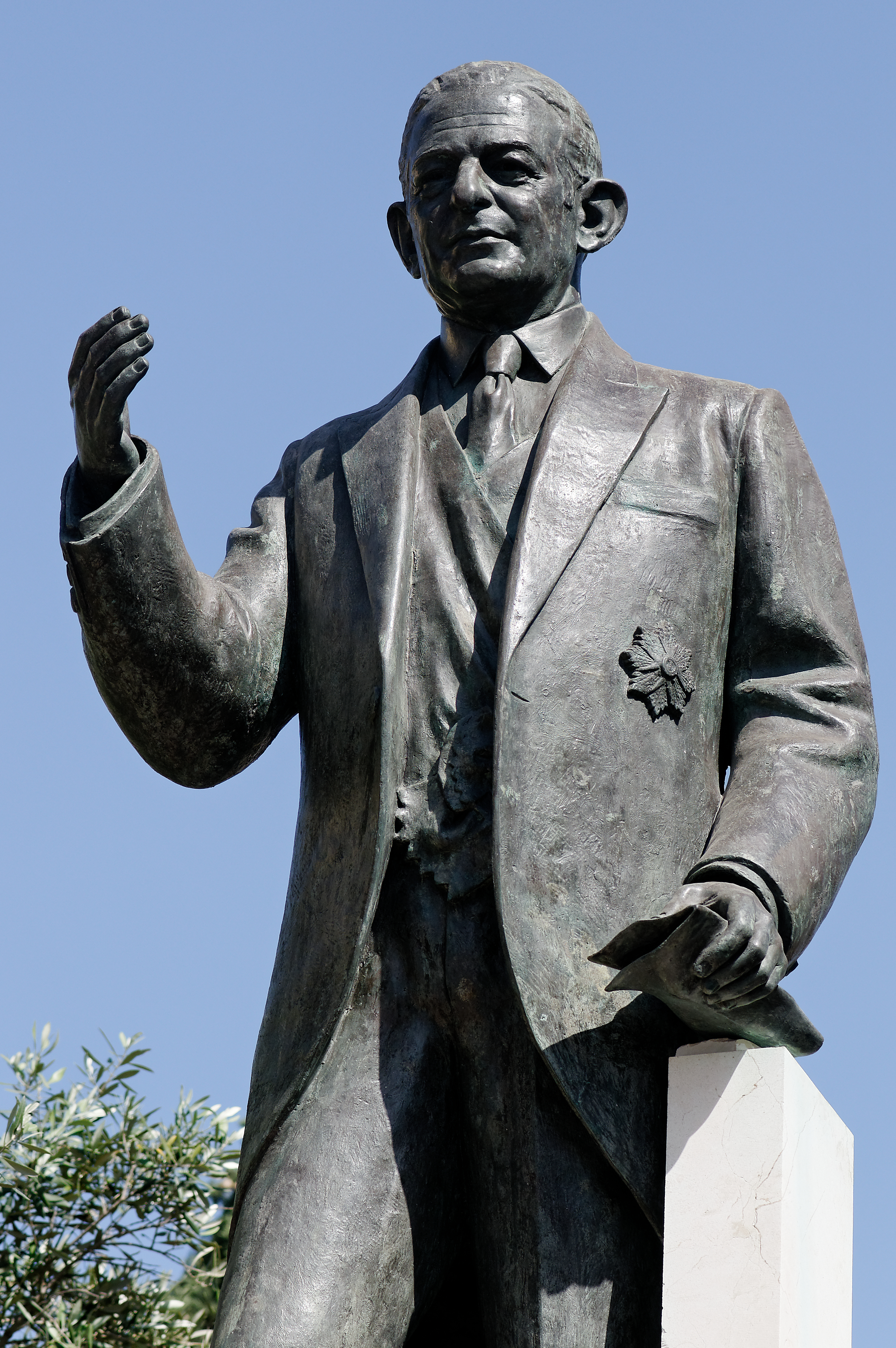
Statue von Ġorġ Borg Olivier auf dem Castille Square in Valletta

| Amt                                                                | Name                     | Partei               | Anmerkungen |
| ------------------------------------------------------------------ | ------------------------ | -------------------- | ----------- |
| Premierminister, Finanzminister                                    | Ġorġ Borg Olivier        | Partit Nazzjonalista |             |
| Justizminister                                                     | Fortunato Mizzi          | Partit Nazzjonalista |             |
| Minister für Gesundheit und Wohlfahrt                              | Giuseppe Agius Muscat    | Partit Nazzjonalista |             |
| Minister für Bildung und öffentliche Arbeiten                      | John Frendo Azzopardi    | Partit Nazzjonalista |             |
| Minister für Handel, Industrie, Post, Landwirtschaft und Fischerei | Carmelo Caruana          | Partit Nazzjonalista |             |
| Minister für Auswanderung und Arbeit                               | Giuseppe Maria Camilleri | Partit Nazzjonalista |             |